# Acquanetta
Acquanetta (17 de juliol de 1921 – 16 d'agost de 2004), anomenada «El Volcà Veneçolà» va ser una actriu de sèrie B coneguda per la seva bellesa exòtica.
Va néixer Burnu Acquanetta a Cheyenne a l'estat de Wyoming, i va anar a l'escola a Norristown, Pennsilvània com Mildred Davenport després que fos abandonada pels seus pares biològics. Burnu vol dir «foc que crema, aigua profunda».
Acquanetta va començar la seva carrera com a model a Nova York amb Harry Conover. Signava amb Universal Studios el 1942 i actuava principalment en pel·lícules de sèrie B incloent-hi Tarzan and the Leopard Woman, Arabian Nights, The Sword of Monte Cristo, i Captive Wild Woman on la Universal intentava crear un monstre femení amb Acquanetta com a simi.
Es va retirar del cinema als anys 1950 quan es va casar amb Jack Ross, un comerciant de cotxes. S'instal·laven a Mesa (Arizona), i retornava a un grau de celebritat quan va aparèixer amb Ross, en els seus anuncis de televisió locals, i també en un show de televisió local anomenat Acqua's Corner que acompanyava les pel·lícules de divendres. Van tenien quatre fills, i es van divorciar als anys 1980.
Acquanetta també és autora d'un llibre de poesia, The Audible Silence, il·lustrat per Emilie Touraine. El 1987, a Nova York va inspirar una banda de noies quan es van triar el nom The Aquanettas.
Acquanetta sucumbia a complicacions de la malaltia d'Alzheimer el 16 d'agost de 2004, a Hawthorn Court a Ahwatukee, Arizona. Tenia 83 anys.